# Profondo blu (film)
Profondo blu è un documentario del 2003 diretto da Andy Byatt e Alastair Fothergill.

## Trama
Il documentario nasce, nell'intento degli autori e dei produttori, per condurre 
(Alastair Fothergill, Making Of)

## Produzione
Alastair Fothergill e Andy Byatt sono accreditati come registi, e sei direttori della fotografia sono stati accreditati: Doug Allan, Mike deGruy, Peter Scoones, Simon King, Rick Rosenthal e Bob Cranston.